# Степко Олег Сергійович
Оле́г Сергі́йович Степко́ (* 21 березня 1994) — український та азербайджанський гімнаст. Учасник двох Олімпіад.

## Кар'єра
Двічі срібний призер України у вправах на брусах та коні, кандидат в майстри спорту.
Чемпіон І юнацької Олімпіади в Сінгапурі.
Учасник Літньої Олімпіади в Лондоні — фіналіст.

### Чемпіонат Європи 2013
21 квітня 2013 року у Москві на чемпіонаті Європи зі спортивної гімнастики в рамках фіналів у окремих видах програми здобув золоту медаль — у вправі на брусах з результатом 15,766 бала. В багатоборстві зупинився за крок від п'єдесталу. Згодом був признаний найкращим спортсменом України в квітні.

### Універсіада 2013
На Універсіаді 2013 разом з командою здобув срібну нагороду. Через падіння в багатоборстві не зумів зачепитися за медалі. Брав участь у вправах на коні та брусах . На коні зумів вибороти бронзу.

## Державні нагороди
- Орден Данила Галицького (25 липня 2013) — за досягнення високих спортивних результатів на XXVII Всесвітній літній Універсіаді в Казані, виявлені самовідданість та волю до перемоги, піднесення міжнародного авторитету України[4]

## Громадянство
27-28 лютого 2014 року в Лозанні, на конгресі Міжнародної федерації гімнастики (FIG), були затверджені переходи спортсменів з однієї національної федерації в іншу. Олег Степко змінив спортивне громадянство і буде представляти Азербайджан. У 2018 році Степко став громадянином Російської Федерації.